# Propulsion électrique sur navire de plaisance
Pour un article plus général, voir Propulsion électrique des navires.
Dans le monde maritime, la propulsion électrique pour les navires de plaisance est une méthode de propulsion maritime assurée par des moteurs électriques pour des bateaux de plaisance, c.-à-d. pour les loisirs. 

## Historique
En 2019, les ventes de bateaux électriques de plaisance en France représentent seulement 2 % du marché : 9 000 embarcations de plaisance sont propulsées à l'électricité sur un parc global de 300 000 bateaux. 
Le projet de loi sur les mobilités impose aux ports de plaisance d'une capacité de plus de 100 places qu'à compter du 1er janvier 2022, au moins 1 % des postes à quai soient réservés à des navires électriques, soit environ 2 000 places. 
Les bateaux à moteur thermique seront interdits à Rotterdam, Amsterdam et dans les parcs nationaux d’ici 2030.

## Principe
Ce mode de propulsion devient une réalité avec l'avènement de nouvelles technologies, notamment dans le stockage de l'énergie. Selon la configuration on distingue trois types de propulsion avec en commun un moteur électrique qui fait tourner l'hélice : 
- La propulsion électrique pure, similaire aux véhicules électriques l'autonomie est fonction de la quantité d'énergie stockée dans les batteries
- La propulsion diésel-électrique, un générateur diesel fournit l'électricité au moteur électrique
- La propulsion hybride, de multiples sources, renouvelables et autres, viennent alimenter une banque de batteries qui alimente le moteur électrique.

## Développements
En 2019, Voies navigables de France a installé des bornes de recharge tous les 11 km sur un trajet nautique réparti sur la Marne, le Rhin et la Sarre.
Le bateau suédois Candela C-8, disponible en Belgique, aux Pays-Bas et au Luxembourg, consomme 80 % d’énergie en moins que les bateaux aux coques traditionnelles, grâce à ses hydrofoils contrôlés par ordinateur. Son constructeur annonce en 2022 une vitesse de pointe de 30 nœuds et une autonomie de 2 heures à 22 nœuds. 

## Inconvénients
Un bateau électrique est de 30 à 50 % plus cher que son équivalent à moteur thermique et les acheteurs privés de la plaisance ne bénéficient d'aucune aide publique. 